# 5767 Moldun
Az 5767 Moldun (ideiglenes jelöléssel 1986 RV2) a Naprendszer kisbolygóövében található aszteroida. Edward L. G. Bowell fedezte fel 1986. szeptember 6-án.